# Soavinandriana
Soavinandriana, grad s 37 816 stanovnika u sredini Madagaskara, u Provinciji Antananarivo upravno središte Regije Itasi i Distrikta Soavinandriana.
Danas je Soavinandriana poznata po kavi Arabica Elita de Soavinandriana, za koju mnogi kažu da je najbolja na svijetu.

## Povijest
Soavinandriana se počela razvijati kao gradsko naselje u doba francuske kolonijalne uprave, kada su pored grada počele nicati velike plantaže.
Pored grada, svega 1,5 km od središta grada nalazi se plantaža kave Elite na površini od 150 hektara(s milijun stabala kave). Grad ima sajmeni dan u ponedjeljak, tad se na lokalnoj tržnici okupe svi poljoprivrednici i stočari iz cijele regije. 
Cijelo 20. stoljeće okolina je bila podvrgnuta bjesomučnoj sječi drveća radi proširenja obradive zemlje, tako da je kraj dobrano ogoljen i otpočela je erozija tla. Zato se u novije vrijeme provode akcije ponovnog pošumljavanja.

## Geografska i klimatska obilježja
Soavinandriana se nalazi na jugoistoku malgaške središnje visoravni na prosječnoj nadmorskoj visini od 1300 metara, okružena brojnim plantažama kave.
Ima oceansku klimu, s primjesama tropske i umjerene kontinentalne koja je ugodnija od obalnog dijela Madagaskara gdje vlada vruća tropska klima. 

## Gospodarstvo i promet
Soavinandriana je udaljena oko 132 km u pravcu jugozapada od glavnog grada Madagaskara Antananariva i oko 140 km od provincijskog središta Antsirabea. Središte je poljoprivredno-stočarskog kraja u kojem se najviše uzgaja kava (koncern Elite) i goveda zebu. 
Pored grada nalazi se jezero Andranotoraha u krateru ugaslog vulkana, a na udaljenosti od 15 km od središta grada nalazi se jezero Itasi.

## Vanjske poveznice
- Collège de France Soavinandriana  Arhivirana inačica izvorne stranice od 6. ožujka 2016. (Wayback Machine)
- [neaktivna poveznica]